# USS LST-482
O USS LST-482 foi um navio de guerra norte-americano da classe LST que operou durante a Segunda Guerra Mundial.